# Knole House
Knole House est une demeure seigneuriale située à proximité de Sevenoaks, dans le nord-ouest du Kent, entourée d'un parc aux cerfs de 400 hectares. 
"Trop un foyer pour être un palais. Trop un palais pour devenir un foyer".
(manchette d'un journal anglais en 1910).
Commencée en 1456 par Thomas Bourchier, archevêque de Cantorbéry, cette grande demeure devient la propriété de la famille Sackville qui l'agrandit vers 1603; Vita Sackville-West y nait, y passe son enfance et s'y marie. 
Avec ses 7 cours (les jours de la semaine), ses 52 escaliers (les semaines de l'année) et ses 365 pièces (les jours), elle la comparait à un « village médiéval ». 
Knole House est célèbre en Angleterre pour l'exceptionnelle conservation de ses pièces, qui ont gardé leur aspect du début du XVIIe siècle, alors que l'intérieur de nombreuses maisons datant de cette époque a été modifié par la suite. 
Le parc aux cerfs qui l'entoure s'est lui aussi remarquablement maintenu intact, car il a peu changé en 400 ans, malgré la perte de nombreux arbres lors de la tempête de 1987.

## Histoire

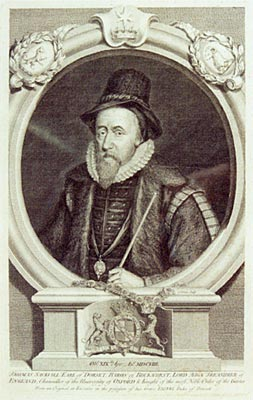
Thomas Sackville

La maison est construite par Thomas Bourchier, archevêque de Canterbury, entre 1456 et 1486. Quand il y meurt, la propriété revient à l'évêché – Thomas More y parait dans des fêtes à la cour de John Morton – mais en 1538 le roi Henri VIII prend la maison, déjà beaucoup agrandie, à l'archevêque Thomas Cranmer. 
Elle est remarquable en tant que "demeure calendaire" avec ses chambres, ses escaliers et ses cours. 
En 1566, sous le règne de la reine Élisabeth Ire, Knole passe entre les mains du cousin de la reine, Thomas Sackville, qui le transmet à ses descendants, les comtes et ducs de Dorset puis les barons de Sackville.
À la fin du XVIIIe siècle la propriété est habitée par Francis Austen, le grand oncle de la femme de lettres britannique Jane Austen, qui a l'occasion d'y séjourner en juillet 1788, alors qu'elle a douze ans et demi, et s'en inspire en partie pour créer Sotherton Court, un des lieux fictifs de son roman Mansfield Park (1814). 
Mortimer (1820-1888), fils du 5e duc de La Warr (+ 1869), est le 1er lord Sackville, mais n'a pas de fils ; le second lord est Lionel (1827-1908), célibataire qui a pour maîtresse Josefa (Pepita) Duran, danseuse gitane espagnole (1830-Arcachon,1871), avec qui il a sept enfants illégitimes, dont cinq sont reconnus.
Le troisième lord est son neveu Lionel (1867-1928), diplomate qui est ministre de Grande-Bretagne à Buenos- Aires puis à la légation de Washington, dont la carrière est brisée en 1888 pour indiscrétion (affaire dite « lettre de  Murchison » du nom d'un ancien citoyen britannique habitant la Californie). 
En juin 1890, il épouse sa cousine germaine Victoria (1862-1936) ; leur seul enfant, Victoria dite Vita, devient une écrivaine qui crée avec son époux un des plus célèbres jardins anglais modernes.

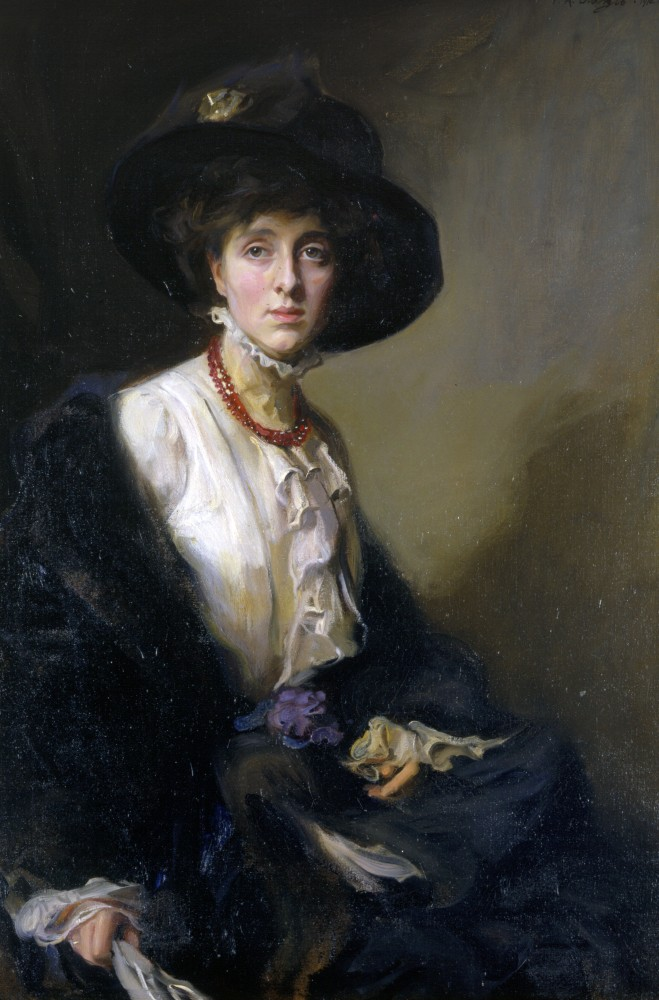
Vita Sackville-West par Philip Alexius de Laszlo (1910)

Le 9 mars 1892 nait à Knole Vita Sackville-West ; son Knole and the Sackvilles, publié en 1922, est considéré comme un classique de la littérature des maisons de campagne anglaises. 
Son amie Virginia Woolf a écrit le roman Orlando en se fondant sur l'histoire de la maison et de la famille Sackville.
Portraits d'aristocrates anglais par Vita :

« Grand-Papa était très vieux, étrange et silencieux. Il détestait les gens et ne parlait jamais à ceux qui venaient à Knole. Il (s'en) souciait comme d'une guigne et lorsque des visiteurs lui posaient des questions relatives à la maison ou aux collections de tableaux, à l'argenterie, aux meubles, il les adressait à ma mère (qui) exploitait cette maison au maximum ; à l'entendre, on eût dit qu'elle l'avait construite, mais elle n'avait pas vraiment le sens de sa dignité, au contraire de Dada qui, tout en révérant la demeure du plus profond de ses os, serait mort plutôt que d'en parler. Je crois qu'il a souffert de vivre là comme l'héritier de Grand-Papa mais seulement en tant que neveu et non comme fils (...) et d'entendre Mère inventer à propos de Knole des légendes invraisemblables et parfaitement inutiles - Knole était bien assez admirable pour se passer de légendes, Dieu sait ! »

À la mort en 1928 du 3e baron de Sackville, il ne fut pas possible à Vita d'hériter du domaine, qui se transmettait par la lignée masculine selon la loi anglaise dite de substitution héréditaire. 
« Pour Knole - 1er octobre 1913.Je t'ai laissé pour les lumières et les foules
Et si j'ai pleuré, si j'ai ri, nul n'en a rien su
Ils ne pouvaient savoir que notre adieu profond et véritable
Fut prononcé la veille dans la longue nuit obscure (...) »
Ce fut pour elle une blessure qui ne se referma jamais ; même l'achat, peu après, à trois kilomètres seulement de Knole, du « cottage délabré » de Long Barn, qu'elle et son époux restaurèrent et agrandirent - sur les conseils d'Edwin Lutyens, le nouvel ami de sa mère - puis, en 1930, du château et des jardins de Sissinghurst, non loin de là, en commun avec son mari le diplomate Harold Nicolson, ne fut qu'une faible consolation.
Un « héritier » devient mécène de Knole...

« Seery (sir John Murray Scott, secrétaire puis héritier de la fortune des Wallace) entretenait Knole financièrement. Ce fut découvert près sa mort. Le domaine avait un revenu de treize mille livres par an, ce qui suffisait à  conserver les bâtiments en état, à payer le personnel (soixante serviteurs travaillaient à l'intérieur et à l'extérieur du château) et les factures courantes, mais cela ne suffisait pas à payer les travaux d'embellissement effectués pour Victoria, ni les réceptions chaque week-end, ni ses extravagances en vêtements et en bibelots (...) Le domaine était criblé de dettes (...) Elle se persuadait que sa générosité n'allait pas à elle, mais à Knole qu'il aimait. »

Visite virtuelle
Les nombreuses pièces ouvertes au public contiennent un superbe ensemble de meubles du XVIIe siècle de style Stuart, diverses collections provenant du service des comtes dans leurs hautes fonctions à la cour royale, dont trois lits d'apparat, des meubles en argent et le prototype du célèbre lit-banquette dit Knole settee, des tapisseries et des tissus remarquables, des toiles de Van Dyck, de Thomas Gainsborough, de Peter Lely, de Godfrey Kneller et de Joshua Reynolds (ce dernier étant un ami personnel du 3e comte), et une copie des cartons de Raphaël.  
Certaines des œuvres de Reynolds qui ornent les salles : un autoportrait, des portraits de Samuel Johnson et d'Oliver Goldsmith, ainsi que le portrait d'un domestique chinois des Sackville, s'imposent par leur caractère et par leur force. Il y a aussi des témoins extraordinaires de la Renaissance anglaise : un escalier « à l'Italienne » d'une grande délicatesse et, dans la grand-chambre, la cheminée et son manteau sculpté. 
Knole reçoit des épaves de la collection Hertford-Wallace ?

« Lady Sackville vendit le contenu de la rue Lafitte pour 270 000 £, et ce fut peut-être la seule chose honteuse en cette affaire, car Seery (et elle le savait bien) avait espéré qu'elle emploierait ses "jolies choses" à enrichir la collection de Knole, et non pas à les vendre pour se faire de l'argent de poche. »

Pierre Cabanne indique que le contenu de qualité muséale de cette ancienne résidence parisienne des Hertford-Wallace, qui avait été légué à lady Sackvill-West par sir John Murray Scott (Seery), son admirateur puis compagnon de 1897 à sa mort en 1912, était « ce qui restait des magnifiques collections que lady Sackville n'avait pas encore emportées à Knole » (Les grands collectionneurs, Les Éditions de l'Amateur, 2003, p.198)... 
Deux ans après cette vente fameuse Paul Morand, alors jeune diplomate, vit de très beaux meubles français du XVIIIe siècle dans sa maison du 24, Hill Sreet à Londres, « reliquats de la collection Wallace »
En mai 1919, après une ultime scène conjugale, la mère de Vita quitta Sackville et le château de Knole pour s'installer avec Edwin Lutyens à Brigthon, où elle termina sa vie.
le domaine est aujourd'hui sous la protection du National Trust, bien que celui-ci ne possède que la maison, où résident encore les Sackville-West, et une petite partie du parc.  
Le 6e lord Sackville et sa famille demeurent propriétaires des jardins et de la majeure partie du domaine environnant. 
Knole Park a le statut de « site spécial d'intérêt scientifique » (Site of Special Scientific Interest ou SSSI) et il accueille chaque année le Knole Run, une prestigieuse course de cross-country pour les écoles.